# Plays Loud for the People
Plays Loud for the People är ett musikalbum från 2003 av jazzkvartetten Jonas Kullhammar Quartet . Albumet är gruppens tredje.
Skivan hyllades av Sveriges kritiker och fick under året bland annat en Grammisnominering samt kom etta i jazztidningen Orkesterjournalens juryomröstning. Jonas Kullhammar producerade skivan själv och gav ut den på egna etiketten Moserobie. Låten Bebopalulia blev något av en jazzhit och skivan innehåller dessutom en video till låten som en "hemlig bonus".
Per "Ruskträsk" Johansson medverkar som gäst på ett spår och skivan är inspelad av Gert Palmcrantz och Eric Palmcrantz  med två mikrofoner byggda av Didrik DeGeer. Gruppens pianist Torbjörn Gulz skivdebuterar dessutom här på tenorsaxofon.

## Låtlista
Låtarna är skrivna av Jonas Kullhammar om inget annat anges.
1. Snake City East – 6:18
2. Slow Drop (Torbjörn Gulz) – 7:23
3. Miss Mira (Torbjörn Gulz) – 7:06
4. Time Slips by Without a World (Torbjörn Zetterberg) – 3:21
5. Bebopalulia – 6:11
6. Behind Delight – 5:43
7. Instant Soul (Torbjörn Gulz) – 5:58
8. Peace 2003 – 3:48
9. Ruskitoonies McAroonies – 11:23

## Medverkande
- Jonas Kullhammar– tenorsax
- Torbjörn Gulz – piano
- Torbjörn Zetterberg – bas
- Jonas Holgersson – trummor
- Per "Ruskträsk" Johansson – altsax (spår 9)